# Amici pedanti

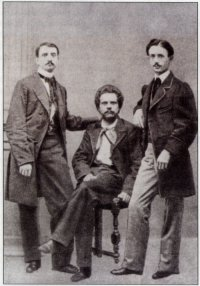
Amici pedanti: Torquato Gargani, Giosue Carducci, Giuseppe Chiarini

Amici pedanti (« Amis Pédants ») désigne le partenariat littéraire né à Florence en 1856 avec le groupe formé par Giuseppe Torquato Gargani, Giosuè Carducci, Giuseppe Chiarini, Ottaviano Targioni Tozzetti. 

## Contexte historique
L'alliance est apparue sur la scène littéraire avec la diceria (la rumeur) de Gargani (qui a choisi le nom du groupe) Di Braccio Bracci e di altri poetri nostri odiernissimi  (De Braccio Bracci et d'autres de nos poètes très actuels) (1856), et a continué avec la  Giunta alla derrata, édité par Carducci en réponse à controverses suscitées contre les Amici pedanti par le courant romantique florentin dirigé par Pietro Fanfani et le magazine Il Passatempo, et avec Ai poeti nostri odiernissimi e lor difensori, gli amici pedanti (A nos poètes les plus modernes et leurs défenseurs, les amis pédants) (1856). 
En 1858 ils ont travaillé intensément pour fonder une revue consacrée seulement à la littérature et qui a défendu le goût classique par rapport aux tendances romantiques alors en vogue. Ainsi est né le Poliziano, qui sortit le 1er janvier 1859 . Outre Carducci et Chiarini, Francesco Donati, Pietro Dazzi, Antonio Gussalli et d'autres y ont écrit. Terenzio Mamiani a également accueilli le projet avec enthousiasme. Les deux premiers numéros ont publié l'essai carduccien Di un miglior avviamento delle lettere italiane moderne al proprio loro fine. Discorso d'introduzione a questi studi (Sur un meilleur départ des lettres italiennes modernes jusqu'à leur fin. Discours d'introduction à ces études). Le 27 avril, pour le plus grand plaisir des Pédants, Léopold II de Lorraine est expulsé de Florence et la situation politique leur donne l'impression qu'il n'est plus logique d'avoir un journal qui fasse totalement abstraction, à ce moment, des événements actuels. En juin, le sixième numéro du magazine sera le dernier. Le mouvement se dissout, mais les membres ont continué à se fréquenter et à maintenir des relations de collaboration littéraire. 